# Ankkarock
Ankkarock, canard rock en finnois, est un festival de hard rock et de heavy metal finlandais créé en 2000, qui a eu lieu dans le quartier de Korso à Vantaa en Finlande.
Sa dernière édition a eu lieu en 2010.

## Historique
La première édition, en 1989, était gratuite.
L'édition 2006 réunit environ 40 000, alors que l'année suivante n'arrive qu'à 31 000 sur deux jours et 30 500 en 2008.

## Programmation
| 6 et 7 août    | 6 et 7 août            | 6 et 7 août                  | 6 et 7 août       |
| -------------- | ---------------------- | ---------------------------- | ----------------- |
| 22-Pistepirkko | Disco ensemble         | Maija Vilkkumaa              | Teräsbetoni       |
| A.M.R.         | Franz Ferdinand        | Nightwish                    | Uriah Heep        |
| Apocalyptica   | Hanoi Rocks            | The Posies                   | Viikate           |
| Apulanta       | The Hellacopters       | The Rasmus                   | Within Temptation |
| The Ark        | Jonna Tervomaa         | Sir Elwoodin hiljaiset värit | YUP               |
| CMX            | Juliette and the Licks | Sonata Arctica               | Zen Café          |
| Damn Seagulls  | Kotiteollisuus         | The Soundtrack of Our Lives  | Zen Café          |

| 5 et 6 août       | 5 et 6 août          | 5 et 6 août       | 5 et 6 août              |
| ----------------- | -------------------- | ----------------- | ------------------------ |
| Amorphis          | Don Johnson Big Band | Lemonator         | Scandinavian Music Group |
| Apulanta          | Dropkick Murphys     | Maija Vilkkumaa   | Sonata Arctica           |
| Backyard Babies   | Egotrippi            | Ministry          | Teräsbetoni              |
| Children of Bodom | Eläkeläiset          | Mirror of Madness | Tiktak                   |
| CKY               | Flogging Molly       | PMMP              | Timo Rautiainen          |
| Danko Jones       | Hanoi Rocks          | Poets of the Fall | Turbonegro               |
| Disco ensemble    | Lapko                | The Rasmus        | Von Hertzen Brothers     |

| 4 et 5 août   | 4 et 5 août               | 4 et 5 août       | 4 et 5 août          |
| ------------- | ------------------------- | ----------------- | -------------------- |
| The 69 Eyes   | Disco ensemble            | Maija Vilkkumaa   | Poisonblack          |
| Amorphis      | The Gathering             | Maj Karma         | Rubik                |
| Apulanta      | Hanoi Rocks               | Mando Diao        | Sonata Arctica       |
| The Ark       | Ismo Alanko & Teho-Osasto | Millencolin       | The Sounds           |
| The BellRays  | Jonna Tervomaa            | Nine Inch Nails   | Spitfire             |
| Damn Seagulls | Kotiteollisuus            | PMMP              | Von Hertzen Brothers |
| Dir en grey   | Lapko                     | Poets of the Fall | Zen Café             |

| 2 et 3 août         | 2 et 3 août              | 2 et 3 août              | 2 et 3 août          |
| ------------------- | ------------------------ | ------------------------ | -------------------- |
| Amorphis            | The Hives                | Opeth                    | Throwaway Heroes     |
| Antero Raimo & Ovet | Ismo Alanko Teholla      | PMMP                     | Tiger Army           |
| Apocalyptica        | Kamelot                  | Poets of the Fall        | Tracedawn            |
| Apulanta            | Kent                     | Reino & The Rhinos       | Volbeat              |
| Disco ensemble      | Kotiteollisuus           | Scandinavian Music Group | Von Hertzen Brothers |
| Hanoi Rocks         | Lauri Tähkä & Elonkerjuu | Soilwork                 | W.A.S.P.             |
| HIM                 | Mokoma                   | Sonata Arctica           | W.A.S.P.             |

| 1er et 2 août       | 1er et 2 août               | 1er et 2 août            | 1er et 2 août   |
| ------------------- | --------------------------- | ------------------------ | --------------- |
| Amon Amarth         | Ensiferum                   | The National             | Tehosekoitin    |
| Amorphis            | Eppu Normaali               | The New York Dolls       | Testament       |
| Apulanta            | Fucked Up                   | Pintandwefall            | Tuomo Prättälä  |
| Cavalera Conspiracy | Hardcore Superstar          | PMMP                     | Turbonegro      |
| CMX                 | Kotiteollisuus              | Scandinavian Music Group | Turisas         |
| DragonForce         | Le Corps mince de Françoise | Sonata Arctica           | TV on the Radio |
| Egotrippi           | Maija Vilkkumaa             | Stam1na                  | Volbeat         |

| 14 et 15 août     | 14 et 15 août             | 14 et 15 août    | 14 et 15 août            |
| ----------------- | ------------------------- | ---------------- | ------------------------ |
| Against Me!       | Chisu                     | Jenni Vartiainen | Scandinavian Music Group |
| All Time Low      | Danko Jones               | Maija Vilkkumaa  | The Sounds               |
| Amy Macdonald     | Disco ensemble            | Michael Monroe   | Stam1na                  |
| Apocalyptica      | Don Huonot                | Mokoma           | Sunnuntai Komitea        |
| The Ark           | Editors                   | PMMP             | Tarot                    |
| The Baseballs     | Enter Shikari             | Reckless Love    | Viikate                  |
| Children of Bodom | Ismo Alanko & Teho-Osasto | Samuli Putro     | Viikate                  |